# Sciara columbiana
Sciara columbiana är en tvåvingeart som först beskrevs av Günther Enderlein 1911.  Sciara columbiana ingår i släktet Sciara och familjen sorgmyggor. Inga underarter finns listade i Catalogue of Life.